# 10785 Dejaiffe
10785 Dejaiffe (1991 RD12) là một tiểu hành tinh vành đai chính được phát hiện ngày 4 tháng 9 năm 1991 bởi E. W. Elst ở Đài thiên văn Nam Âu. The asteroidđược đặt tên theo tên của Rene Dejaiffe, thuộc Royal Belgian Observatory.